# Districtul Laghouat
Laghouat este un district din provincia Laghouat, Algeria.